# Eugène Fombertaux
Eugène Antoine Fombertaux, est un révolutionnaire blanquiste très engagé sous la Monarchie de Juillet, depuis l'âge de 15 ans. Né à Moulins le 17 janvier 1821, il est mort à Paris le 13 mars 1896. 
Il a publié et distribué plusieurs journaux républicains très provocateurs avant l'âge de 19 ans. Il a été lourdement condamné par la justice de Louis-Philippe en 1839, puis en 1852 par Louis Napoléon Bonaparte.
Cité plusieurs fois par l’espion Lucien de La Hodde.

## Biographie
Fils d'Antoine Fombertaux et de Françoise Meissonnier, il avait eu, à quinze ans, "l'étrange audace d'adresser au roi la lettre la plus extraordinaire qui se puisse voir", puis, à seize ans, il fut arrêté pour avoir imprimé et affiché des placards séditieux. Enfin le 29 septembre 1838, la police l'a découvert dans sa chambre du 26 rue Saint-Benoit à Paris, occupé à imprimer le quatrième numéro de L'Homme Libre. Il est condamné à 5 ans de prison, pour crimes politiques, le 12 juin 1839, par la Cour d’Assises de la Seine. Il est entré au bagne du Mont St-Michel le 28 octobre 1839.
En 1848, il est proche de Blanqui, il est l'un des 3 candidats des communistes révolutionnaires aux élections d'avril à Paris. Il publie La Commune sociale avec son ami Gabriel Charavay. Il collabore aussi à L'Accusateur public d'Alphonse Esquiros, juste avant les massacres de juin.
Condamné de nouveau à 5 ans de prison, avec Gabriel Charavay et Louis Combes, au bagne de Belle-Ile en février 1852, il y retrouve Barbès et Blanqui.
Son père Antoine est mort à l'Hospice de Bicêtre, à Gentilly (Val-de-Marne) le 21 décembre 1878. Inhumé au cimetière d'Ivry-sur-Seine.
Eugène est mort à Paris le 13 mars 1896.

## Ses prisons
- Prison de La Force.
- Le bagne du Mont-Saint-Michel.
- Mazas
- Citadelle de Belle-Ile-en-Mer.